# بيت ديكستر
بيت ديكستر (بالإنجليزية: Pete Dexter)‏ (22 يوليو 1943، بونتياك في الولايات المتحدة)؛ كاتب سيناريو، كاتب، صحفي وروائي أمريكي.

## روابط خارجية
- بيت ديكستر على موقع IMDb (الإنجليزية)
- بيت ديكستر على موقع مونزينجر (الألمانية)
- بيت ديكستر على موقع قاعدة بيانات الأفلام السويدية (السويدية)
- بيت ديكستر على موقع قاعدة بيانات الفيلم (الإنجليزية)